# SN 2006an
SN 2006an – supernowa typu Ia odkryta 21 lutego 2006 roku w galaktyce A121438+1213. W momencie odkrycia miała maksymalną jasność 17,90m.